# ستيفاني بينيت
ستيفاني بينيت (بالإنجليزية: Stephanie Bennett) (و. 1989  م) هي ممثلة كندية، ولدت في فانكوفر. اشتهرت بأدوارها في فيلم Leprechaun: Origins (2014) ومسلسل صائدو الظل (2016-2017).

## وصلات خارجية
- ستيفاني بينيت على موقع IMDb (الإنجليزية)
- ستيفاني بينيت على موقع قاعدة بيانات الفيلم (الإنجليزية)

- ستيفاني بينيت في قاعدة بيانات الأفلام على الإنترنت